# دانای گوریرا
دانای جکسای گوریرا (انگلیسی: Danai Jekesai Gurira؛ زادهٔ ۱۴ فوریهٔ ۱۹۷۸) یک هنرپیشه اهل ایالات متحده آمریکا است.

## فیلم‌شناسی

### فیلم
| سال  | عنوان                     | نقش                    | یادداشت     |
| ---- | ------------------------- | ---------------------- | ----------- |
| ۲۰۰۷ | بازدیدکننده               | زینب                   |             |
| ۲۰۰۸ | روح من را حفظ کن          | ژان باپتیست            |             |
| ۲۰۰۸ | شهر متروکه                | شبح متنوع              |             |
| ۲۰۱۰ | ۳ حیاط خلوت               | زنی با لباس آبی        |             |
| ۲۰۱۱ | شهر بی‌قرار                | سیسی                   |             |
| ۲۰۱۳ | مادر جورج                 | آدنیکه اولومید بالوگون |             |
| ۲۰۱۵ | تینکر بل و افسانه نوربیست | فیوری (صدا)            |             |
| ۲۰۱۷ | همه نگاه‌ها به من          | افنی شکور              | [ ۱ ] [ ۲ ] |
| ۲۰۱۸ | پلنگ سیاه                 | اوکویه                 |             |
| ۲۰۱۸ | انتقام‌جویان: جنگ ابدیت    | اوکویه                 |             |
| ۲۰۱۹ | انتقام‌جویان: پایان بازی   | اوکویه                 |             |
| ۲۰۲۲ | پلنگ سیاه: واکاندا تا ابد | اوکویه                 |             |

### تلویزیون
| سال             | عنوان                           | نقش               | یادداشت |
| --------------- | ------------------------------- | ----------------- | --- |
| ۲۰۰۴            | نظم و قانون: قصد جنایی          | ماری رزا رومبیدزی | قسمت: «کوتوله بی اثر» |
| ۲۰۰۹            | زندگی روی مریخ                  | آنجلا             | قسمت: «راز ساده یادداشت در همه ما» |
| ۲۰۰۹            | نظم و قانون                     | کورتنی اونز       | قسمت: «فد» |
| ۲۰۱۰            | تجربه آمریکایی                  | سارا استوارد      | قسمت: «دالی مدیسون» |
| ۲۰۱۰            | به من دروغ بگو                  | میشل روسو         | قسمت: «در معرض دید» |
| ۲۰۱۰–۲۰۱۱       | ترم                             | جیل               | مکرر (فصل ۱–۲); ۶ قسمت |
| ۲۰۱۲–۲۰۲۰, ۲۰۲۲ | مردگان متحرک                    | میشون             | اصلی (فصل ۳–۱۰) و ستاره مهمان ویژه (فصل ۱۱); ۹۶ قسمت                                                                                            |
| ۲۰۱۷            | مرغ ربات                        | میشون (صدا)       | قسمت: «The Robot Chicken Walking Dead: ببینید چه کسی در حال راه رفتن است»                                                                       |
| ۲۰۲۱            | چه می‌شود اگر… ؟                 | اوکویه (صدا)      | قسمت: «چه می‌شود اگر… تچالا تبدیل به استار-لرد می‌شد؟» قسمت: «چه می‌شود اگر… زامبی ها؟!» قسمت: «چه می‌شود اگر… کیلمونگر تونی استارک را نجات می‌داد؟» |
| ۲۰۲۴            | مردگان متحرک: بازگشت            | خودش              | ویژه تلویزیون |
| ۲۰۲۴            | مردگان متحرک: آن‌هایی که زنده‌اند | میشون گرایمز      | نقش اصلی؛ همچنین تهیه‌کننده اجرایی، سازنده و نویسنده                                                                                             |
| TBA             | چشمان واکاندا                   | اوکویه (صدا)      | در حال توسعه؛ مینی سریال آینده دیزنی پلاس |

### بازی‌های ویدیویی
| سال  | عنوان              | نقش   | یادداشت                            |
| ---- | ------------------ | ----- | ---------------------------------- |
| ۲۰۲۰ | فورتنایت بتل رویال | میشون | شباهت                              |
| ۲۰۲۳ | جنگاوری نوین ۳     | میشون | شخصیت قابل بازی (DLC)؛ صدا و شباهت |